# 파르케 리스보아역
파르케 리스보아 역(스페인어: Parque Lisboa)은 마드리드 지하철 12호선의 역이다. 마드리드 지방 알코르콘 시의 파르케리스보아 지역에 있는 레가네스 대로 지하에 위치해 있다. 요금구역상으로는 B1구역에 속한다.

## 역사
2003년 4월 11일 12호선 전 구간 개통과 함께 문을 열었다.

## 환승 정보
역 주변에 버스 정류장이 두 곳 있다.
버스
- 시내버스
  - 1번 노선 (주간)
- 시외버스
  - 450, 514, 560번 노선 (주간)
  - N502번 노선 (야간)

지하철
| 마드리드 지하철         | 마드리드 지하철        | 마드리드 지하철        |
| ----------------------- | ---------------------- | ---------------------- |
| 푸에르타 델 수르 순환선 | 마드리드 지하철 12호선 | 알코르콘 센트랄 순환선 |